# Stenichnus pusillus
Stenichnus pusillus är en skalbaggsart som först beskrevs av Müller och Kunze 1822.  Stenichnus pusillus ingår i släktet Stenichnus, och familjen glattbaggar. Enligt den svenska rödlistan är arten nära hotad i Sverige. Arten förekommer i Götaland, Gotland och Öland. Artens livsmiljö är jordbrukslandskap.